# Stephen A. Schwarzman

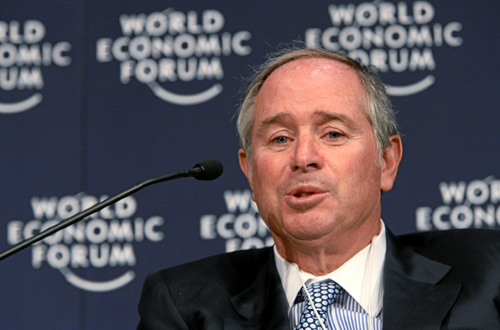
Stephen Schwarzman (2008)

Stephen Allen Schwarzman (* 14. Februar 1947 in Philadelphia) ist ein US-amerikanischer Unternehmer, Investmentbanker und Mäzen. Er ist Mitgründer sowie Chairman und CEO der Investmentgesellschaft Blackstone Group.

## Leben

### Herkunft und Jugend
Schwarzman entstammt einem jüdischen Elternhaus und ist das älteste von mehreren Geschwistern. Sein Vater und sein Großvater betrieben gemeinsam ein Einzelhandelsgeschäft für Kleidung, Gardinen, Tuchwaren und Stofftaschentücher. Die Monotonie dieser Arbeit, bei der er einige Male assistierte, und das permanente Warten auf Kundschaft störten Schwarzman eigenen Angaben zufolge bereits als Kind.
Ausbildung
Nach seinem Abschluss an der Abington Senior High School in Philadelphia im Jahr 1965 immatrikulierte er sich an der Yale University. Dort studierte Schwarzman eine interdisziplinäre Hauptfächerkombination aus Psychologie, Soziologie, Anthropologie und Biologie und war unter anderem zusammen mit dem ein Semester zuvor eingestiegenen George W. Bush Mitglied der Studentenverbindung Skull & Bones. Die Frau seines Dekans brachte ihn erstmals mit Ballett in Verbindung, wodurch er seine Vorliebe entdeckte und die Davenport Ballet Society ins Leben rief. Während seiner Zeit in Yale bewarb er sich unter anderem erfolglos bei Pan American World Airways. Mit einem Bachelor verließ er 1969 die Universität und wechselte für ein postgraduales Studium an die Harvard Business School, das er 1972 mit einem MBA abschließen konnte.
Karriere
Schwarzmans erste berufliche Station war die Investmentbank Donaldson, Lufkin & Jenrette, bei der er bereits während seiner Harvard-Zeit tätig wurde. Nach dem Studium trat er in die Dienste von Lehman Brothers ein. Dort stieg er schnell auf, war ab 1977 vornehmlich in der Sparte Mergers & Acquisitions tätig und wurde 1978 im Alter von erst 31 Jahren zum Managing Director ernannt.
Zusammen mit Peter George Peterson gründete er im Jahr 1985 mit einem Startkapital von 400.000 US-Dollar die Blackstone Group, die vor allem über Private-Equity-Fonds fremdfinanzierte Übernahmen tätigte und später die Unternehmen mit Gewinn veräußerte. Das Vorgehen von Beteiligungsgesellschaften wie der Blackstone Group war im April 2005 Anlass für die Heuschreckendebatte in Deutschland. Franz Müntefering sprach damals von Finanzinvestoren als „Heuschrecken“. In diesem Zusammenhang fragte Schwarzman die Bundeskanzlerin Angela Merkel im November 2006, wie es denn sein könne, dass er von einem Minister ihres Kabinetts als Insekt betrachtet werde.
Im Vorfeld des Börsengangs am 22. Juni 2007 musste das Unternehmen erstmals Gehaltslisten seiner Vorstände veröffentlichen. Aus einer Pflichtmeldung an die United States Securities and Exchange Commission ging hervor, dass Schwarzman im Geschäftsjahr 2006 Bezüge in Höhe von 398,3 Millionen US-Dollar erhielt – das war etwa vier Mal mehr, als die Gehälter aller 30 DAX-Firmenchefs zusammengerechnet und löste ein großes Medienecho aus. Zum Börsengang verkaufte er Blackstone-Anteile für 684 Millionen US-Dollar und behielt ein Aktienpaket, das zum damaligen Zeitpunkt 9,1 Milliarden US-Dollar wert war. Ebenfalls 2007 wurde er in die Liste der Time 100 aufgenommen. In den folgenden Jahren erhöhten sich seine Bezüge noch weiter: So erhielt er 2007 350 Millionen US-Dollar und 2008 – auch bedingt durch die Zuteilung von Aktien – 702,4 Millionen US-Dollar. Sein Salär betrug 734,2 Millionen US-Dollar in 2015, 425 Millionen US-Dollar im Jahr 2016 und 786 Millionen US-Dollar in 2017.
Schwarzman war Vorsitzender des Verwaltungsrates (en.: Chairman of the Board of Trustees) des John F. Kennedy Center for the Performing Arts und darüber hinaus für einige Zeit außerplanmäßiger Professor an der Yale School of Management.
Schwarzman veröffentlichte 2019 ein Buch mit dem Titel What it takes: Lessons in the Pursuit of Excellence über die Voraussetzungen für geschäftlichen und privaten Erfolg. Darin formulierte er 25 Lebens- und Arbeitsregeln. Dieses Buch erschien 2021 in deutscher Übersetzung unter dem Titel Worauf es ankommt. Er wird als äußerst diszipliniert charakterisiert, was sich u. a. darin zeigt, dass er täglich ab sechs Uhr im Büro anzutreffen ist bzw. auch sonst sehr häufig global für Blackstone im Einsatz ist.

## Privatleben
Schwarzman war mit Ellen Philips Katz verheiratet; beide hatten sich an der Harvard Business School kennengelernt. Der geschiedenen Ehe entstammen der gemeinsame Sohn Edward Frank „Teddy“ Schwarzman (* 1979), welcher als Filmproduzent tätig ist, und die Tochter Elizabeth „Zibby“ (* 1976). Am 3. November 1995 heiratete er die Anwältin Christine Hearst, die zwei Kinder mit in die Ehe brachte. Die Zeremonie wurde von einem Rabbiner und einem römisch-katholischen Priester abgehalten. Das Paar lebt seit 2000 in einer 34-Zimmer-Wohnung im Gebäude 740 Park Avenue in New York City, die Schwarzman dem Geschäftsmann Saul Steinberg für 30 Millionen US-Dollar abgekauft hatte. Darüber hinaus besitzen beide eine Villa im französischen Saint-Tropez, ein 4000 Quadratmeter großes Anwesen in Palm Beach sowie ein Haus in Jamaika. Schwarzman ist ebenfalls als Kunstsammler engagiert; in seinem Besitz befinden sich u. a. Werke von Claude Monet (Zug im Schnee), Paul Signac sowie Andy Warhol (Porträt von Mao). Am 13. Februar 2007 feierte er seinen 60. Geburtstag in der New Yorker Seventh Regiment Armory, einem früheren Zeughaus. Unter den knapp 1500 Gästen waren auch der damals amtierende US-Finanzminister Henry Paulson, die ebenfalls damals amtierende US-Außenministerin Condoleezza Rice, ihr Vorgänger Colin Powell, Bürgermeister Michael Bloomberg sowie der Erzbischof New Yorks Edward Michael Egan. Höhepunkte des Abends waren die Auftritte der eigens – für 1 Million US-Dollar – engagierten Rod Stewart und Patti LaBelle. Insgesamt beliefen sich die Kosten der Veranstaltung auf 3 bis 5 Millionen US-Dollar. Die Frankfurter Allgemeine Zeitung schrieb in diesem Zusammenhang von der „wohl größten Sause, die Manhattan seit Jahrzehnten gesehen hat“.
Seinen 70. Geburtstag im Februar 2017 feierte Schwarzman mit 400 Gästen auf seinem Anwesen in Palm Beach; unter den Gästen waren u. a. Ivanka Trump mit Ehemann Jared Kushner sowie der Finanzminister im Kabinett Trump I, Steven Mnuchin. Musikalischer Höhepunkt war der Auftritt von Gwen Stefani. Die Kosten der Veranstaltung beliefen sich auf 7 bis 9 Millionen US-Dollar. Das Party-Motto war die historische Seidenstraße.

## Vermögen
Laut Forbes wurde das Nettovermögen von Stephen Schwarzman im Oktober 2020 mit ca. 19 Milliarden US-Dollar bewertet. Damit belegt er Platz 64 auf der Liste der reichsten Menschen der Welt und Platz 24 auf der Liste der reichsten US-Amerikaner. Im April 2022 wurde sein Vermögen auf ca. 35 Milliarden US-Dollar geschätzt.

## Wohltätigkeit
Am 11. März 2008 gab Schwarzman bekannt, dass er der New York Public Library 100 Millionen US-Dollar zur Renovierung und Erweiterung gespendet habe. Daraufhin wurde deren Hauptgebäude an der Fifth Avenue in Stephen A. Schwarzman Building umgetauft. Darüber hinaus gravierte man seinen Namen in den Fuß der den Eingang flankierenden Säulen.
2013 teilte Schwarzman mit, er wolle privat 100 Mio. US-Dollar für ein neues Studienprogramm auflegen. So möchte er damit den interkulturellen Bildungsaustausch mit China befördern, in dem jährlich 200 Studierende aus verschiedenen Ländern – darunter 45 Prozent aus den USA – in Peking für ein Jahr lang einen Studienplatz finanziert bekommen. Zusätzlich zu den 100 Mio. US-Dollar Privatspende wollte Schwarzman 200 Mio. US-Dollar durch private Spender und Firmen einsammeln. Das Programm ist angesiedelt an der Tsinghua-Universität.

## Politik
Schwarzman gilt als der Republikanischen Partei verbunden, unterstützte aber auch schon demokratische Politiker. So befürwortete er beispielsweise zur Präsidentschaftswahl 2000 zunächst eine Kandidatur von Bill Bradley und unterstützte nach dessen Niederlage in den Vorwahlen Al Gore. Vier Jahre später finanzierte er den Wahlkampf seines ehemaligen Kommilitonen George W. Bush, bei der Präsidentschaftswahl 2008 die Kandidatur John McCains und anlässlich der Präsidentschaftswahl 2012 sprach er sich für Mitt Romney aus. Im August 2010 verglich Schwarzman die Pläne von US-Präsident Barack Obama zur Erhöhung der Steuern auf Private-Equity-Fonds mit dem Überfall auf Polen („It's a war. It's like when Hitler invaded Poland in 1939.“)

## Veröffentlichung
- Stephen A. Schwarzman: Worauf es ankommt. Die 25 Prinzipien des Erfolgs. Einsichten auf dem Weg an die Spitze. Ariston, München 2021, ISBN 978-3-424-20235-9.